# Битва на Снові
Би́тва на Сно́ві — битва, що відбулася 1 листопада 1068 року на річці Снов між Руссю та половцями. Згадується в «Повісті временних літ». Руським військом командував чернігівський князь Святослав Ярославич. Закінчилася перемогою русів. В кінці бою до полону потрапив половецький хан Шарукан.

## Передісторія
Після поразки князівського тріумвірату у битві на р. Альта, половці почали грабувати територію Київщини, Переяславщини та Чернігівщини. Після того, як половці почали палити села біля самого Чернігова, князь Святослав Ярославич, зібравши дружину та чернігівське ополчення, вирушив на зустріч ворогу.

## Чисельність сторін
За даними літописця, чисельність руського війська становила 3 000 чол., половецького — 12 000 чол.
Таким чином, половці мали чотирикратну перевагу в чисельності.

## Хід
Руське військо зустрілося з половецьким поблизу міста Сновськ. Як свідчить літописець, князь Святослав перед початком бою виголосив промову перед своїми воїнами, сказавши: «Ударимо, дружино! Уже ніяк нам куди дітись!»
Навальна атака важкої руської кінноти розсіяла половецьких вершників, більшість з яких загинули чи втопилися в р.Снов під час відступу.
До полону потрапив половецький хан Шуракань — очевидно[кому?] командир половецького війська.

## Наслідки
У результаті перемоги війська Святослава Ярославича половецьку загрозу, що виникла після альтинського розгрому, було знято. Залишки половецьких загонів залишили територію Русі. Окрім того, Сновська битва — є першою відомою перемогою руського війська над половцями. До 1 листопада 1068 року русичі зазнали від половців ряду поразок: у 1062. було розгромлено дружину переяславського князя Всеволода Ярославича, а на початку 1068 року у битві на річці Альта половці розгромили дружини київського, переяславського і чернігівського князів.